# Geodesie

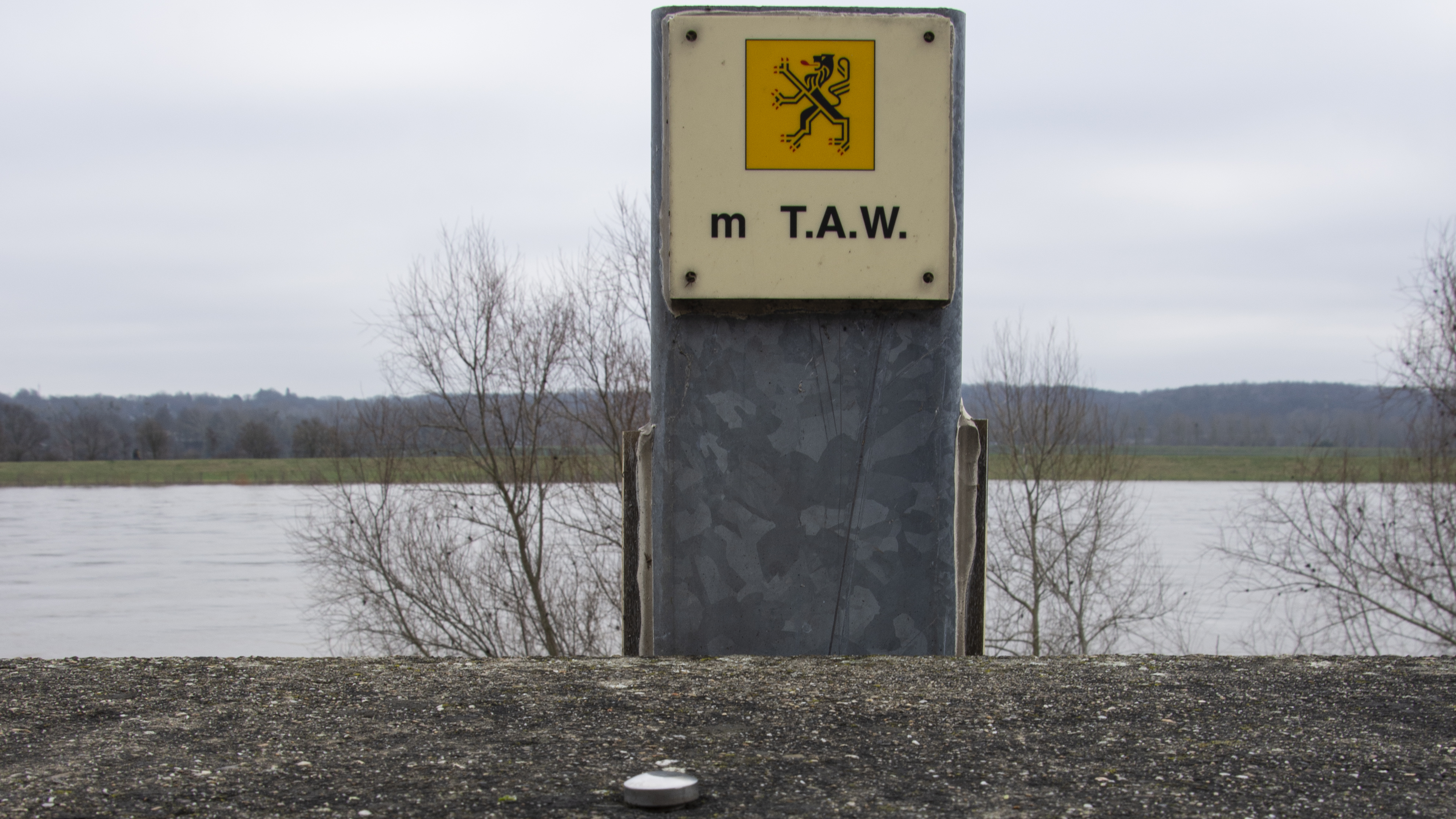
Een altimetrisch punt te Uikhoven dat een hoogte van 46,354 m aangeeft, bepaald via de Tweede Algemene Waterpassing

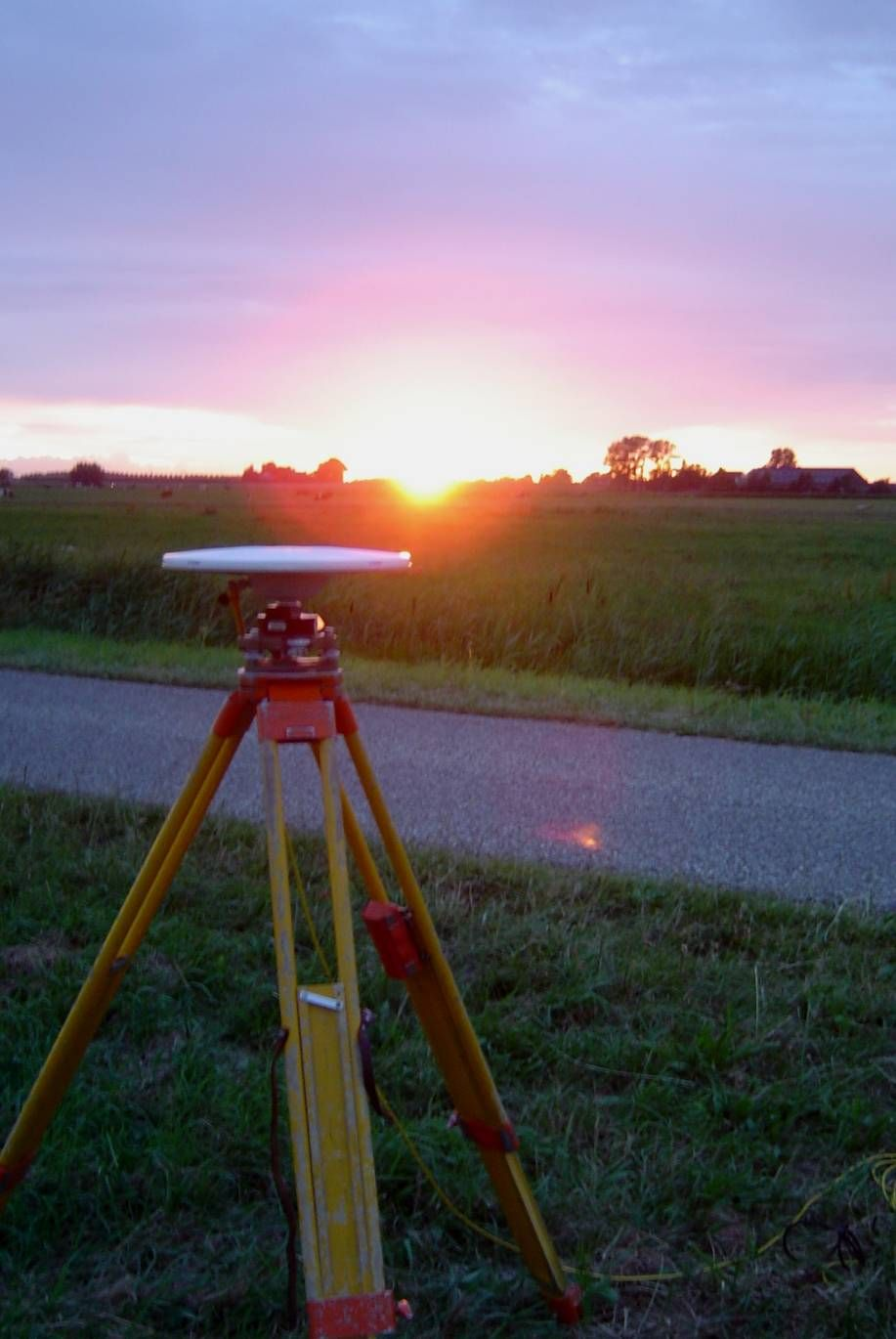
GPS-meting in Nederland

De klassieke geodesie is de wetenschap die zich bezighoudt met de bepaling van de vorm en de afmetingen van de aarde. Deze omschrijving heeft slechts betrekking op de kern van het vakgebied, dat is de meetkundige beschrijving van de aarde of delen daarvan. De naam geodesie wordt echter ook in ruimere zin gebruikt voor een beroepsgebied dat zich uitstrekt van enerzijds de geofysica tot anderzijds bijvoorbeeld de maatvoering van technische projecten en de administratie van grondeigendom.
Naast landmeetkunde behoort ook fotogrammetrie tot de disciplines van de geodesie. Een andere tak betreft de registratie van het gebruik van onroerend goed, waarbij zowel het juridische als het technische aspect aan de orde komt.
Geodesie houdt zich ook bezig met zaken als het bestuderen van het aardse zwaartekrachtveld, rotatiegedrag van de aarde, het aanmeten van deformaties door platentektoniek.
Met de opkomst van de ruimtevaart en de introductie van satellietnavigatie (GPS) neemt de ruimtegeodesie een steeds belangrijkere plaats in.

## Geschiedenis
- Nederland heeft in de geschiedenis een belangrijke rol gespeeld in de geodesie. Bekende Nederlandse wetenschappers in dit gebied waren Willebrord Snel van Royen (1580-1626), Christiaan Huygens (1629-1695) en Felix Vening Meinesz (1887-1966). In Nederland bestaan verschillende geodetische opleidingen. De landmeter speelde een belangrijke rol bij de militair- en civiel-technische ontwikkeling van Nederland in de zeventiende en achttiende eeuw.[1]
- Een bekende Vlaamse geodeet is Gerardus Mercator (1512-1594), aan wie o.a. de mercatorprojectie te danken is. In België bepaalt het Nationaal Geografisch Instituut (NGI) de geografische projectiesystemen, de waterpassing en de Lambertcoördinaten.
- De Lambertprojectie werd ontwikkeld door de Duits-Zwitserse wetenschapper Johann Heinrich Lambert (1728-1777).